# Epirhyssa binghami
Epirhyssa binghami là một loài tò vò trong họ Ichneumonidae.